# Catherine Asaro
Catherine Asaro (n. 6 noiembrie 1955) este o scriitoare americană de literatură științifico-fantastică & fantasy. Este cel mai bine cunoscută pentru cărțile din seria Dinastia Ruby, numite Saga of the Skolian Empire. 

## Lucrări publicate (selecție)

### Saga of the Skolian Empire
1. "Light and Shadow" (povestire apărută în revista Analog, ed. Stanley Schmidt) (1994)
2. Primary Inversion (1995)
3. Catch the Lightning (1996)
4. The Last Hawk (1997)
5. The Radiant Seas (1999)
  - "Aurora in Four Voices" (nuvelă apărută în revista Analog, ed. Stanley Schmidt) (1998)
6. Ascendant Sun (2000)
  - "A Roll of the Dice" (nuvelă apărută în revista Analog, ed. Stanley Schmidt) (2000)
7. The Quantum Rose (2000) (de asemenea ca foileton în revista Analog, ed. Stanley Schmidt) (1999)
  - "Ave de Paso" (nuveletă apărută în antologia Redshift: Extreme Visions of Speculative Fiction, ed. Al Sarrantonio, (2001), și în Fantasy: the Best of 2001, ed. Robert Silverberg & Karen Haber, (2002))
8. Spherical Harmonic (2001)
9. The Moon's Shadow (2003)
10. Skyfall (2003)
  - "Stained Glass Heart" (nuvelă apărută în antologia Irresistible Forces, ed. Catherine Asaro) (2004)
  - "Walk in Silence" (nuvelă apărută în Analog, ed. Stanley Schmidt) (2004)
11. Schism (2004)
  - "The Edges of Never-Haven" (povestire scurtă apărută în antologia Flights: Extreme Visions of Fantasy, ed. Al Sarrantonio) (2004)
  - "The City of Cries" (nuvelă apărută în Down These Dark Spaceways, ed. Mike Resnick) (2005)
  - "The Shadowed Heart" (nuveletă apărută în antologia The Journey Home, ed. Mary Kirk (2005), și Best New Paranormal Romance, ed. Paula Guran, (2006))
12. The Final Key (2005)
  - "Echoes of Pride" (povestire scurtă apărută în antologia Space Cadets, ed. Mike Resnick) (2006)
  - "The Ruby Dice" (nuvelă apărută în Jim Baen's Universe, ed. Eric Flint) (2006)
13. The Ruby Dice (2008)
14. "Primary Inversion"
15. Diamond Star (2009)
16. Carnelians (2011)
17. Aurora in Four Voices (antologie, ed. Steven Silver) (2011). Conține Aurora in Four Voices, Ave de Paso, The Spacetime Pool, Light and Shadow, The City of Cries, A Poetry of Angles and Dreams (eseuri), Prefață de Kate Dolan și Afterward by Aly Parsons.
18. The City of Cries, eBook, (2012)
19. "The Spacetime Pool," eBook (2012). Conține "The Spacetime Pool," "Light and Shadow" și eseul "A Poetry of Angles and Dreams"
20. "The Pyre of New Day" (nuveletă apărută în antologia The Mammoth Book of SF Wars, ed. Ian Watson & Ian Whates) (2012)

## Premii
- Catch the Lightning, câștigător al Sapphire Award pentru cel mai bun roman, 1997
- Catch the Lightning, câștigător al UTC Readers Choice Award pentru cel mai bun roman, 1997
- The Radiant Seas, câștigător al RT Book Club Reviewer's Choice Award pentru cel mai bun roman SF 1999
- "Aurora in Four Voices", câștigător al AnLab (Analog Reader's Poll), 1999 (de asemenea nominalizare la premiile Hugo și Nebula)
- "Aurora in Four Voices", câștigător al HOMer Award, pentru cea mai bună nuvelă
- "Aurora in Four Voices", câștigător al Sapphire Award, pentru cea mai bună nuvelă
- The Veiled Web, câștigător al HOMer Award pentru cel mai bun roman, 2000
- The Veiled Web, câștigător al Prism Award pentru cel mai bun roman, 2000
- The Veiled Web, câștigător al National Reader's Choice Award, 2000
- The Quantum Rose, câștigător al Nebula Award pentru cel mai bun roman, 2001[5]
- The Quantum Rose, câștigător al Affaire de Coeur Award, Best Science Fiction (2001)
- "A Roll of the Dice", câștigător al AnLab (Analog Reader's Poll), 2001 (de asemenea nominalizare la premiile Hugo și Nebula)
- "A Roll of the Dice", câștigător al HOMer, 2001
- Spherical Harmonic, câștigător al Affaire de Coeur Reader/Writer Poll for Best Futuristic (2002)
- Ascendant Sun, câștigător al RT Book Club Reviewer's Choice Award pentru cel mai bun roman SF, 2003
- Skyfall, câștigător al RT Book Club Reviewer's Choice Award pentru cel mai bun roman SF, 2003 (also RITA nominee)
- "Walk in Silence", câștigător al AnLab (Analog Reader's Poll), 2004 (also Hugo and Nebula nominee)
- "Walk in Silence", câștigător al Prism Award, pentru cea mai bună nuvelă, 2004
- Outstanding Achievement Award, WRW, Washington D.C., 2005
- "The City of Cries", câștigător al Prism Award, pentru cea mai bună nuvelă, 2006
- "The City of Cries", câștigător al Prism Award, The Best of the Best, 2006
- "The City of Cries", câștigător al Book Buyers Best, pentru cea mai bună nuvelă, 2006
- "The Space-Time Pool," câștigător al Nebula Award pentru cea mai bună nuvelă 2008 [5]
- "The Space-Time Pool," câștigător al AnLab (Analog Reader's Poll), 2008
- "Deep Snows," Nominalizare la Best R&B Music Video, World Music and Independent Film Festival, 2012